# Long Marston (Warwickshire)
Long Marston – wieś w Anglii, w hrabstwie Warwickshire, w dystrykcie Stratford-on-Avon. Leży 21 km na południowy zachód od miasta Warwick i 134 km na północny zachód od Londynu. W 2001 miejscowość liczyła 385 mieszkańców.